# Filippo Bottino
Filippo Emanuele Bottino (* 9. Dezember 1888 in Genua; † 18. Oktober 1969 in Sestri Ponente, Genua) war ein italienischer Gewichtheber und Olympiasieger.
Filippo Bottino, von Beruf Arbeiter in einer Tabakfabrik, begann im Alter von 17 Jahren mit dem Gewichtheben; Genua war eines der Zentren für diesen Sport in Italien. Sein Verein war die Società Ginnastica Sampierdarenese, aus dem später der Fußballverein Sampdoria Genua entstand. 1913 wurde Bottino zum ersten Mal italienischer Meister.
1920 und 1924 startete Bottino bei Olympischen Spielen. 1920 in Antwerpen errang er die Goldmedaille mit einer Gesamtleistung von 265 Kilogramm im Dreikampf, was gleichzeitig olympischen Rekord bedeutete. Der damalige Dreikampf umfasste Hebungen mit dem linken, dem rechten sowie beiden Armen. Der Wettkampf fand im Freien im Olympiastadion Antwerpen statt. 1924 in Paris stemmte Bottino insgesamt 495 Kilogramm, wobei dieser Wettbewerb aus fünf anstelle von drei Hebungen bestand. 1922 verbesserte Bottino den Weltrekord im zweiarmigen Drücken und war damit der erste Italiener, der einen Weltrekord im Gewichtheben aufstellte. Zudem wurde er elfmal italienischer Meister.
Bottino erregte in Antwerpen auch aus anderen Gründen Aufsehen: Er wurde vom Meisterfechter Aldo Nadi beleidigt und forderte diesen zum Duell. Nadi trat mit einer Reitpeitsche an und Bottino mit einem Holzknüppel. Innerhalb kurzer Zeit ließ Bottino jedoch seine Waffe fallen, da Nadi seine Hand mit der Peitsche getroffen hatte.
Filippo Bottino wurde mehrfach geehrt, so unter anderem mit dem Verdienstorden der Italienischen Republik und der Goldmedaille des CONI (Medaglia al Valore Atletico), zudem war er Ehrenmitglied des italienischen Gewichtheberverbandes FIPE. 1965 hieß es über ihn, Bottino sei ein „hart arbeitender und ehrlicher Mann, der den wahren Geist des Sports verkörpert“. In Sestri Ponente, seinem Heimatviertel in Genua, wurde eine Straße nach ihm benannt. In dieser Straße befand sich die Tabakfabrik, in der Bottino tätig gewesen war. Heute beherbergt die ehemalige Manifattura Tabacchi, die aufgrund des früheren Tabakmonopols dem italienischen Staat gehörte, Wohnungen, ein Parkhaus, ein Bürgerzentrum, Bibliotheken und Restaurants.